# Gran Acuífero Maya
El Gran Acuífero Maya es un proyecto de investigación subacuática emprendida en México, con el objetivo de conocer mejor el subsuelo de la península de Yucatán, compuesta por los estados de Yucatán, Campeche y Quintana Roo. El jefe del proyecto es Guillermo de Anda Alanís.El "Proyecto Gran Acuífero Maya" (GAM) es un esfuerzo de investigación científica extensa que se ha llevado a cabo en México en la península de Yucatán. Esta región es conocida por su impresionante red de cavernas inundadas, cenotes y ríos subterráneos que forman parte de uno de los sistemas de agua dulce más grandes y complejos del mundo.
El proyecto GAM se inició en 2018 bajo la dirección del investigador Guillermo de Anda, un arqueólogo y espeleólogo mexicano reconocido internacionalmente. El objetivo principal del proyecto es explorar y mapear estas redes subterráneas, lo que implica un proceso de investigación riguroso y extenso.
El equipo de científicos y expertos involucrados en el GAM ha utilizado tecnología de vanguardia, como sistemas de mapeo con láser (LiDAR) y drones subacuáticos, para explorar las cuevas sumergidas que a menudo son inaccesibles para los buceadores humanos debido a su complejidad y peligrosidad. Estos métodos avanzados de mapeo han permitido crear mapas tridimensionales detallados de las cavernas y ríos subterráneos.
La importancia de esta investigación radica en varios aspectos:
1. Conservación del agua dulce: El conocimiento de la hidrología subterránea es crucial para la conservación de los recursos hídricos en una región donde el acceso al agua potable es esencial tanto para la vida silvestre como para las comunidades locales.
2. Descubrimientos arqueológicos: Además de su enfoque en la hidrología, el GAM ha revelado sitios arqueológicos submarinos previamente desconocidos, incluyendo restos de antiguas civilizaciones mayas. Esto ha abierto nuevas perspectivas en la arqueología subacuática y la comprensión de la historia de la región.
3. Conciencia pública: El proyecto ha aumentado la conciencia sobre la importancia de proteger estos sistemas subterráneos y ha fomentado la conservación y el ecoturismo responsable en la península de Yucatán.
En resumen, el Proyecto Gran Acuífero Maya representa una investigación científica extensa y multidisciplinaria que no solo contribuye al conocimiento científico, sino que también tiene un impacto significativo en la preservación de los recursos naturales y culturales de México.

## Acuífero de la península de Yucatán
La importancia del acuífero de la península Yucatán se debe en parte a ser una de las principales fuentes de agua para la región, además de ser un conector entre diferentes ecosistemas ecológicos y ser un contenedor de vestigios arqueológicos y paleontológicos. Más del 95 % del agua que se consume en la península proviene del subsuelo. Este sistema hídrico también tiene importancia económica para la región, al proveer materias primas y crear oportunidades para el sector turístico.

## Proyectos
Alrededor del Gran Acuífero Maya se llevan a cabo siete diferentes proyectos arqueológicos, geológicos, ecológicos y sociales.